# FotoNaratón Iberoamericana
La FotoNaratón Iberoamericana es un evento y concurso anual de fotografía que se desarrolla de forma simultánea en centros urbanos de diversos países de América Latina y España. Es descrito por medios de comunicación como «el concurso de fotografía aficionada más importante de Iberoamérica» o «el evento de fotografía callejera más importante de la región». Consiste en salidas fotográficas grupales y gratuitas que buscan promover la exploración visual y cultural de las ciudades a través de la imagen. El evento se realiza típicamente el domingo más cercano al 20 de febrero.
El evento fue iniciado en Colombia en 2016 por el fotógrafo de viajes argentino Nacho Marlats como una actividad de su proyecto Los Fotonautas. quienes la organizan en colaboración con la Academia Iberoamericana de Fotografía (AIEFE). La FotoNaratón incluye un concurso de fotografía y la posterior realización de exposiciones con las obras participantes. Ha crecido significativamente a lo largo de sus ediciones; en 2025, por ejemplo, alcanzó su décima edición con la participación de aproximadamente 20.000 personas en 61 ciudades simultáneamente.

## Historia
La FotoNaratón Iberoamericana tuvo su origen en 2016 en Colombia. Fue concebida por el fotógrafo argentino Nacho Marlats como primer aniversario de su proyecto Los Fotonautas. Inicialmente, surgió como una forma de fomentar el interés por la fotografía y promover la exploración de las ciudades, particularmente en Medellín, donde Nacho Marlats se había radicado, buscando que las personas superaran el temor a fotografiar en espacios urbanos por cuestiones de seguridad. La actividad se planteó desde sus inicios como salidas fotográficas grupales lideradas por coordinadores locales.
A partir de su concepción inicial, el evento se consolidó como una actividad anual y extendió rápidamente su alcance geográfico. Lo que comenzó como una iniciativa local creció hasta convertirse en un evento simultáneo que congrega a participantes en numerosos centros urbanos de diversos países de América Latina y España cada año. En 2025, la FotoNaratón celebró su décima edición, marcando una década desde su fundación.

Participantes en la II FotoNaratón Iberoamericana en Medellín, 2017.

## Características
La principal característica de la FotoNaratón Iberoamericana es la realización de salidas fotográficas grupales y simultáneas en múltiples ciudades en el mes de febrero. Estas actividades se llevan a cabo en centros urbanos de las ciudades de América Latina y España que presenten un coordinador voluntario de la actividad.
Cada edición incluye un concurso de fotografía donde los participantes envían sus mejores imágenes tomadas durante las salidas para ser evaluadas. Las categorías del concurso han sido las siguientes: Gente, Patrimonio Cultural y Naturaleza urbana. Un jurado evalúa los miles de obras enviadas para seleccionar las 200 fotos finalistas y luego un equipo de tres jurados especializados seleccionan las 20 fotografías ganadoras. Ocasionalmente, se organiza una gran exposición internacional y, a menudo, se realizan exposiciones locales que muestran una selección de las fotografías participantes en las ciudades participantes.

## Organizadores
La organización principal de la FotoNaratón Iberoamericana recae en Los Fotonautas. Este proyecto, enfocado en la organización de viajes fotográficos por el mundo y la educación fotográfica, fue fundado en 2015 por el fotógrafo argentino Nacho Marlats identificado como el iniciador del evento y coordinador general a través de Los Fotonautas.
Asimismo, la Academia Iberoamericana de Fotografía (AIEFE) colabora en la organización de la FotoNaratón, figurando como co-organizadora y patrocinadora en algunas ediciones.

## Propósito y Filosofía
Más allá de su concurso, la FotoNaratón Iberoamericana prioriza los objetivos que buscan impactar en la comunidad fotográfica y en la percepción de los entornos urbanos.
Según sus organizadores, el evento busca principalmente generar espacios de encuentro y actividad para las comunidades fotográficas locales. Asimismo, promueve la exploración de las ciudades desde una perspectiva visual, con el fin de mostrar la heterogeneidad visual y cultural de la región Iberoamericana a través de las imágenes capturadas por los participantes. Se concibe como una actividad que fomenta la práctica fotográfica en espacios públicos y supera posibles barreras para fotografiar en áreas urbanas.

## Escala y Crecimiento
Desde su inicio en 2016, la FotoNaratón Iberoamericana ha experimentado un crecimiento significativo en términos de alcance geográfico y número de participantes.
Lo que comenzó como una iniciativa en Colombia, se expandió rápidamente para incluir múltiples ciudades y países de América Latina y España en ediciones posteriores. Centenares de ciudades se han sumado al evento a lo largo de los años, podemos destacar ciudades como Medellín, Cartagena y Rionegro en Colombia; La Habana y Matanzas en Cuba; Santo Domingo en República Dominicana; Xalapa en México; Pergamino en Argentina; Maracaibo en Venezuela; Ibarra en Ecuador, además de las ya mencionadas en Bolivia y España.